# Drassodes albicans
Drassodes albicans är en spindelart som först beskrevs av Simon 1878.  Drassodes albicans ingår i släktet Drassodes och familjen plattbuksspindlar. Inga underarter finns listade i Catalogue of Life.